# Cypholophus trapula
Cypholophus trapula är en nässelväxtart som beskrevs av H. Winkl.. Cypholophus trapula ingår i släktet Cypholophus och familjen nässelväxter. Inga underarter finns listade i Catalogue of Life.